# اچ‌ام‌اس تتیس (۱۸۴۶)
اچ‌ام‌اس تتیس (۱۸۴۶) (به انگلیسی: HMS Thetis (1846)) یک کشتی بود که طول آن ۱۶۴ فوت ۷٫۲۵ اینچ (۵۰٫۲ متر) بود. این کشتی در سال ۱۸۴۶ ساخته شد.